# Pseudepapterus hasemani
Pseudepapterus hasemani és una espècie de peix de la família dels auqueniptèrids i de l'ordre dels siluriformes.

## Morfologia
- Els mascles poden assolir 9,9 cm de longitud total.
- Nombre de vèrtebres: 51-54.[5][6]

## Hàbitat
És un peix d'aigua dolça i de clima tropical.

## Distribució geogràfica
Es troba a Sud-amèrica: conques dels rius Tocantins i Amazones.